# Вайнер, Милан (журналист)
Милан Вайнер (чеш. Milan Weiner; 29 марта 1924[…], Прага — 25 февраля 1969, Прага) — чехословацкий журналист и публицист, был ответственным редактором редакции международной жизни Чехословацкого радио во время «Пражской весны».

## Биография
Происходил из чешско-еврейской семьи. В 1940 году, во время немецкой оккупации, был исключен из гимназии из-за расового происхождения. В период с 1942 по 1945 год находился в заключении в концентрационных лагерях в Терезине, Освенциме и Бухенвальде, где познакомился, среди прочих, с Арноштом Лустигом и Милошем Пиком, с которыми вместе бежал с марша смерти в Судетской области в конце войны.
В период с 1950 1951 год работал корреспондентом Чехословацкого агентства печати и газеты «Rudé právo» в Пекине, где опубликовал несколько публикаций. Во время своего пребывания в Китае произвел фурор, пригласив Мао Цзэдуна на интервью в посольство Чехословакии.
Во время процесса над Сланским, Вайнер и брат Сланского Рихард (в то время посол Чехословакии в Китае), были отозваны обратно в Прагу и уволены в 1952 году в рамках господствующей антиеврейской волны. В период с 1952 по 1957 год лечился от туберкулеза. До своей реабилитации в 1963 году, работал пресс-секретарём в Институте истории европейских социалистических стран при Чехословацкой академии наук, а затем в Министерстве закупок.
В период с 1963 по 1969 год (включая период Пражской весны) работал на Чехословацком радио ответственным редактором отдела международной жизни. Среди его коллег были Вера Штёвичкова, Иржи Динстбир, Карел Кынцл, Любош Добровский, Ярослав Иру, Честмир Сухы, Ян Петранек, Онджей Нефф, Карел Йездинский и другие. За время своего пребывания в должности провел ряд изменений. Среди наиболее значимых — введение прямого освещения новостей из иностранных источников (AFP, Reuters, местных периодических изданий) вместо прежней практики, когда радио получало эти новости в от цензурированном виде от ČTK. Внёс ряд организационных изменений в редакционную практику, что привело к краху существовавшей до того времени цензуры. Одним из новшеств, которое тот внёс на радио в начале 1968 года, стала программа «Песни по телефону». Как вспоминал его коллега Ярослав Ира: «Редакторы звонили политикам, как консервативным, так и прогрессивным, и брали у них интервью в прямом эфире. Сегодня это совершенно обычное дело, но тогда это была настоящая революция. Я испытал то, чего больше никогда не увижу: на следующее утро я сел в трамвай, и весь вагон только и говорил об этом».
С весны 1968 года лечился от рака мозга, от которого умер 25 февраля 1969 года. Согласно документам, собранным Василием Никитичем Митрохиным во время его работы в КГБ и опубликованным в 1992 году, Вайнер находился под наблюдением советской разведки в конце своей жизни в рамках операции под кодовым названием «Прогресс».

## Альбом «G.T»
В 2021 году стало известно, что в поместье Вайнера был найден альбом, состоящий из 41 фотографии, которые были сняты в Терезинском гетто (поэтому ему было дано название «G.T»). Фотографии являются уникальным материалом, поскольку из-за запрета на фотографирование заключённых, все фотографии жизни в гетто могли быть получены только от официальной нацистской пропаганды. В сотрудничестве с Мемориалом молчания, Еврейским музеем в Праге, Мемориалом Терезин, «Памятью нации» и другими мемориальными историческими организациями был начат поиск людей, запечатленных на фотографиях в альбоме. В начале 2022 года была идентифицирована личность графического художника Люси Вайсбергеровой, и высказывались предположения об идентификации художника, поэта и драматурга Петра Кейна. В рамках студенческого проекта был также идентифицирован хирург Ян Левит.

## В культуре
В фильме Иржи Мадла «Волны» роль Вайнера исполнил Станислав Майер.